# 康沃爾 (紐約州)
康沃爾（英語：Cornwall）是一個位於美國紐約州奧蘭治縣的鎮。

## 人口
根據2020年美國人口普查的數據，康沃爾的面積為72.86平方千米，當中陸地面積為69.03平方千米，而水域面積為3.83平方千米。當地共有人口12884人，而人口密度為每平方千米177人。